# Йордан Иванов (езиковед)
Вижте пояснителната страница за други личности с името Йордан Иванов.
Йордан Николов Иванов е български учен, езиковед от Македония.

## Биография
Роден е в 1929 година в Неврокоп. Завършва средно образование в родния си град, а след това завършва висше икономическо образование във Висшия икономически университет, днес УНСС, и българска филология в Софийския университет. След като се дипломира като филолог, се завръща в родния си град, където работи в неврокопската гимназия 6 години. Работи като учител по български език и литература и едновременно с това е сътрудник на професор Стойко Стойков в областта на българската диалектология.
Започва работа като научен сътрудник в Института за български език, сектор Историческа диалектология, днес Югозападни български говори, в март 1968 година. Докато работи в сектора, чиято цел е осъществяване на научното единство на българския език в цялата езикова територия, Йордан Иванов е много плодотворен и създава и публикува първи том на „Диалектен атлас на преселническите говори в Македония и Беломорието“.
В 1973 година започва работа в Секцията по балканско и индоевропейско езикознание. Иванов е един от съставителите и авторите на Български етимологичен речник, като в този колектив взима участие като външен сътрудник и след пенсионирането си.
В 1975 година става доцент по българска диалектология към Пловдивския университет. Води курсове по българска фонетика, българска лексикология и българска диалектология. В продължение на 9 години Иванов е ръководител на Катедра по български език, като също така е заместник-ректор на Пловдивския университет за един мандат.
Йордан Иванов започва работа в Академията за обществени науки и социално управление в 1981 година, където ръководи Катедра по езиково обучение, като не спира и с преподавателската си дейност в Пловдивския университет. От 1990 година отново е на щат в Пловдив. Пенсионира се в 1995 година.

## Научна дейност
Йордан Иванов разработва като диалектолог кандидатска и докторска дисертация „Български диалектен атлас. Българските говори от Егейска Македония“; „Българските тайни занаятчийски говори“. Започва от рано да работи и в областта на българската ономастика. В 1971 година издава статия за мървашката терминология, в която е приведена специфичната топонимия на Мървашката област.